# Статуя на Свободата
Статуята на Свободата (на английски: Liberty Enlightening the World, по-известна като Statue of Liberty, на френски: La Liberté éclairant le monde) е неокласическа скулптура, огромен паметник, който се издига в пристанището на Ню Йорк на остров Либерти.
Тя е проектирана от Фредерик Огюст Бартолди и открита на 28 октомври 1886 година. Густав Айфел, конструкторът на Айфеловата кула, проектира вътрешната носеща конструкция. Представлява римската богиня на свободата Либертас, облечена в тога, държаща факел в издигнатата си дясна ръка и правна книга в другата, на която е изписана датата на подписването на Американската декларация за независимост.
Медната статуя е подарък от Франция за Америка в знак на приятелството между двете нации и бележи стогодишнината от независимостта на Съединените американски щати. Статуята на Свободата е един от най-популярните американски символи и като цяло олицетворява свободата и стремежа към нея. От 1886 г. до откриването на самолета, е първият американски символ, който милиони емигранти виждат, прекосявайки океана от Европа и пристигайки в Америка. Посещава се от 3 милиона души средно на година. Обявена е за национален паметник през 1924 година, а влиза в Списъка на световното културно и природно наследство на ЮНЕСКО през 1984 година.
Статуята е затворена за ремонт за голяма част от 1938 година. В началото на 1980-те се установява, че нещата са се влошили до такава степен, че се налага неотложно основна реставрация. Статуята е затворена в периода 1984 – 1986 г. След 11 септември 2001 г., е затворена отново от съображения за безопасност и сигурност; отворена е за посещение отново през 2004 г. с ограничения за броя на посетителите, които могат да се изкачат до короната. Предвижда се да бъде затворена за около година в края на 2011 г., така че да може да се инсталира втора стълба. Достъпът на обществеността до балкона около факела е забранен от съображения за безопасност от 1916 година насам.

## История

### Поява на идеята
Възникването на идеята за изграждането на Статуята на Свободата може да се проследи до едно изявление на френския юрист и политик Едуар Рьоне дьо Лабуле от средата на 1865 година. По време на разговор след вечеря в дома му край Версай Лабуле, отявлен поддръжник на Севера в Американската гражданска война заявява: „Ако в Съединените щати трябва да бъде издигнат един паметник, в чест на тяхната независимост, бих сметнал за най-естествено той да бъде построен с обединени усилия – общо дело на нашите две нации“.
| Едуар Рьоне дьо Лабуле (1811 – 1883) |  | Фредерик Огюст Бартолди (1834 – 1904) |
| Едуар Рьоне дьо Лабуле (1811 – 1883) |  | Фредерик Огюст Бартолди (1834 – 1904) |

Лабуле не прави този коментар като конкретно предложение, но той вдъхновява един млад скулптор, Фредерик Огюст Бартолди, който присъства на вечерята. Поради репресивния характер на режима на Наполеон III, Бартолди не предприема незабавни действия във връзка с идеята, освен че я обсъжда с Лабуле. Той влиза в контакт с хедива на Египет Исмаил паша, предлагайки му план за изграждане в северния край на Суецкия канал на огромен морски фар с формата на древноегипетска селянка в роба, държаща издигнат факел. Античен прототип на проекта е Родоският колос, бронзова статуя на древногръцкия бог Хелиос с височина над 30 m, разположена на входа на пристанището на Родос. За целите на този проект са изготвени скици и макети, но така и не се пристъпва към неговата реализация.
Американският проект отново е забавен от Френско-пруската война, в която Бартолди взима участие. След войната и установяването на либералната Трета република Бартолди и Лабуле решават, че условията са подходящи за реализирането на проекта им и е време да го обсъдят с влиятелни американци.
През юни 1871 година Бартолди заминава за Съединените щати с препоръчителни писма от Лабуле. Още при пристигането си в Нюйоркския залив Бертолди набелязва острова на Бедлоу като подходящо място за паметника, тъй като всички кораби, пристигащи в Ню Йорк, трябва да преминат край него. Той с радост научава, че островът е собственост на правителството на Съединените щати, след като щатът Ню Йорк му го предава през 1800 година за нуждите на отбраната на пристанището. Както отбелязва Бартолди в писмо до Лабуле, по този начин островът е „земя, обща за всички щати“. Наред със срещите с мнозина влиятелни нюйоркчани, Бартолди посещава и президента Юлисис Грант, който го уверява, че няма да бъде трудно островът да бъде използван за поставянето на статуята. Бартолди пресича двукратно Съединените щати с железниците и се среща с много американци, които според него проявяват симпатии към проекта. Въпреки това той остава загрижен от това, че общественото мнение и от двете страни на Атлантика не е достатъчно ентусиазирано от проекта, поради което двамата с Лабуле решават да изчакат със започването на публична кампания.
Бартолди прави първия макет на своята концепция за паметника през 1870 година. По-късно синът на негов приятел, американският художник Джон Лафарж, твърди, че Бартолди прави първите скици за статуята по време на посещението на неговото ателие в Род Айлънд. Той продължава работата си по концепцията след връщането си във Франция. По това време Бартолди създава и няколко скулптури, предназначени да повдигнат френския патриотичен дух след поражението от Прусия. Сред тях е монументалният „Белфорски лъв“ с дължина 22 m – елементи от неговата характерна за романтизма емоционалност Бартолди ще използва и в Статуята на Свободата.

### Проектиране
Бартолди и Лабуле предварително обмислят как по най-добър начин да представят идеята за американската свобода. В ранната американска история два женски образа са често използвани като културни символи на нацията. Единият от тях, персонифицираната Колумбия, е разглеждан като въплъщение на Съединените щати, така както Британия е идентифицирана с Обединеното кралство и Мариан представлява Франция. Колумбия допълва по-ранния образ на индианска принцеса, който започва да бъде разглеждан като нецивилизован и обиден за американците. Друга значима женска икона в американската култура е алегорията на Свободата, производна на древноримската богиня Либертас, особено популярна сред освободените роби. Образът на Свободата присъства на повечето американски монети от този период, както и в популярното и монументално изкуство, включително Статуята на свободата на Томас Кроуфорд от 1863 година, поставена върху централния купол на Капитолия във Вашингтон.
Художниците от XVIII и XIX век, стремящи се да представят републиканските идеали, често използват изображения на Либертас като алегоричен символ. Образът на Свободата присъства и на официалния печат на Франция. От друга страна Бартолди и Лабуле искат да избегнат показване на революционната свобода, като показаната от Йожен Дьолакроа в известната му картина „Свободата води народа“ (1830). В това платно, отбелязващо френската Юлска революция, полуоблечената Свобода е повела въоръжена тълпа през телата на загиналите. Лабуле не симпатизира на революцията, така че фигурата на Бартолди ще бъде изцяло облечена. Вместо впечатлението за насилие в картината на Дьолакроа, Бартолди се стреми да даде на статуята миролюбив вид и решава тя да държи факел, символизиращ прогреса.
Статуята на Кроуфорд е замислена в началото на 60-те години и първоначално е увенчана с фригийска шапка от вида пилос - шапката, давана на освободените роби в Древния Рим. Държавният секретар Джеферсън Дейвис, южняк, който по-късно ще стане президент на Конфедеративните американски щати, се опасява, че пилосът може да се приеме за аболиционистки символ и издейства неговата замяна с шлем. Свободата на Дьолакроа също носи фригийска шапка и първоначално Бартолди възнамерява да я използва и за своя образ, но в крайна сметка предпочита диадема или корона. По този начин той избягва връзката с Мариан, която винаги носи фригийска шапка. Короната е със седем лъча, образуващи ореол, които символизират Слънцето, седемте морета и седемте континента, и представят по друг начин, наред с факела, как Свободата осветява света.
Всички ранни варианти на Бартолди имат еднаква концепция – женска фигура в неокласически стил, символизираща свободата, облечена със стола и пела (туника и наметало, обичайни за изобразяването на римски богини) и държаща вдигнат факел. Според разпространено мнение лицето е моделирано по това на Шарлот Бесе Бартолди, майката на скулптора, но кураторът на Музея на Бартолди Режис Юбер твърди, че тази и други подобни спекулации нямат реално основание. Бартолди проектира скулптурата със силен и опростен силует, който да се подчертава добре от нейното драматично разположение в залива и да показва на пътниците на корабите, навлизащи в пристанището, променяща се перспектива на статуята при тяхното придвижване към Манхатън. Той ѝ придава смели класически контури и използва опростено моделиране, отразяващо огромния мащаб на проекта и неговата представителност. Бартолди пише за своята техника:

Повърхностите трябва да бъдат широки и прости, дефинирани от смел и изчистен дизайн, подчертани на важните места. Трябва да се въздържаме от уголемяване на детайлите и от тяхната многобройност. Преувеличавайки формите, за да ги направим по-ясно видими, или обогатявайки ги с детайли, бихме нарушили пропорционалността на творбата. И накрая, моделът, както и дизайнът, трябва да има обобщен характер, какъвто се дава на бърза скица. Необходимо е само този образ да бъде резултат от насочена воля и изучаване, а художникът, концентрирайки познанието си, трябва да намери формата и линията в нейната най-голяма простота.

В хода на проекта Бартолди прави някои промени във вида на паметника. Първоначално той планира фигурата да държи разкъсана верига, но решава, че няколко години след края на Гражданската война това би било твърде разделящо общественото мнение. В окончателния вариант Свободата е стъпила върху разкъсана верига, полускрита от дрехата ѝ и трудно забележима от земята. В началото Бартолди не е сигурен какво трябва да сложи в лявата ръка на Свободата, като накрая се спира на tabula ansata, вид табула за гласуване, използвана в Древния Рим, която трябва да символизира закона. Макар да е почитател на Американската конституция, той предпочита да изпише на табулата „JULY IV MDCCLXXVI“, свързвайки я с Декларацията за независимостта и идеята за свободата.
Бартолди ангажира с проекта и своя приятел и учител, архитекта Йожен Виоле льо Дюк. Като главен инженер той проектира зидания стълб в статуята, към който трябва да бъде прикрепен нейния външен слой. След консултации с леярната „Гаже, Готие и С-ие“, Виоле льо Дюк избира метала за обшивката – медни листове, и начина за неговото оформяне – металопластика, при която листовете се нагряват и изковават с дървени чукове. Предимство на тази технология е, че статуята става лека за обема си, тъй като медните листове са дебели едва 2,4 mm. Бартолди се спира на височина на статуята малко над 46 m, два пъти по-голяма от тази на италианската „Санкарлоне“ и германската „Хермансденкмал“, изградени по същия метод.

### Обявяване и подготвителна работа
През 1875 година Франция се радва на по-стабилна политическа ситуация и подобряващо се стопанско положение след поражението във Френско-пруската война от 1871 година. Нарастващият интерес към наближаващото Световно изложение във Филаделфия убеждава Лабуле, че е дошъл моментът да потърси обществена подкрепа за своя план. През септември той обявява публично проекта и създаването на Френско-американски съюз, който да набира средства за него. По този повод бъдещата статуя получава и име – „Свободата, осветяваща света“. Замисълът е французите да финансират статуята, а американците – нейния пиедестал. Начинанието като цяло е добре прието във Франция, въпреки че много французи са недоволни, че Съединените щати не им оказват помощ в приключилата война. Срещу статуята се обявяват монархистите, най-малкото, защото тя е предложена от либерала Лабуле, който е избран за пожизнен сенатор. Лабуле организира събития, чиято цел е да привлекат вниманието на богатите и влиятелните, включително специално представление в Парижката опера на 25 април 1876 година, на което е изпълнена нова кантата на композитора Шарл Гуно, озаглавена също „Свободата, осветяваща света“.
Въпреки първоначалния фокус върху елита, Френско-американският съюз успешно набира средства от различни кръгове на френското общество. Дарения правят ученици и обикновени граждани, както и 181 френски общини. Кампанията е активно подкрепена от политическите съюзници на Лабуле, както и от потомци на участниците във френския контингент в Американската война за независимост. Не толкова идеалистично дарения правят и кръгове, надяващи се на американска подкрепа за френския проект за изграждане на Панамския канал. Голямо дарение на мед – 58 от необходимите за изграждане на паметника 91 тона – прави индустриалецът и производител на метала Йожен Секретан.
Макар плановете за статуята все още да не са завършени, Бартолди задвижва производството на главата и на дясната ръка, носеща факела, и работата в работилницата на „Гаже, Готие и С-ие“ започва. През май 1876 година Бартолди заминава за Съединените щати като член на френската делегация на Световното изложение и урежда огромна картина на статуята да бъде изложена в Ню Йорк като част от проявите по повод стогодишния юбилей на Съединените щати. Ръката на статуята пристига във Филаделфия едва през август, поради което не е включена в каталога на изложението и някои посетители не разбират напълно значението ѝ, наричайки я „колосалната ръка“ или „електрическата лампа на Бартолди“. На територията на изложението има няколко различни монументални скулптури, съревноваващи се за интереса на посетителите, сред които и огромен фонтан, проектиран от самия Бартолди. Въпреки това ръката става популярна атракция в последните дни на изложението и посетителите се изкачват до терасата на факела, за да разглеждат от високо територията на изложбата. След нейното закриване, ръката е превозена до Ню Йорк, където е изложена на площада „Медисън Скуеър“ в продължение на няколко години, преди да бъде върната във Франция за сглобяването на цялата статуя.
При второто си пътуване до Съединените щати Бартолди говори за проекта с различни групи и настоява за създаване на американски комитети на Френско-американския съюз. Комитети за набиране на средства за основите и пиедестала са създадени в Ню Йорк, Бостън и Филаделфия. Нюйоркската група поема основната отговорност за набирането на средства от американска страна и често е наричана просто „Американския комитет“. Сред неговите членове е деветнадесетгодишният Теодор Рузвелт, бъдещ губернатор на Ню Йорк и президент на Съединените щати. На 3 март 1877 година, в последния си пълен ден като президент, Юлисис Грант подписва съвместно решение, което дава право на президента да приеме статуята, когато тя бъде предадена от Франция, и да избере място за нея. Президентът Ръдърфорд Хейс, който поема поста на следващия ден, избира за място на паметника остров Бедлоу, който е предложен от Бартолди.

### Изграждане
След завръщането си в Париж през 1877 година Бартолди се концентрира върху завършването на главата на статуята, която е показана на Парижкото световно изложение през 1878 година. Набирането на средства продължава, като се продават мащабни макети на паметника и билети за посещение на работилницата на „Гаже, Готие и С-ие“. Френското правителство разрешава и организирането на лотария, сред наградите от която са ценна сребърна плоча и макет на статуята от теракота. До края на 1879 година са събрани около 250 хиляди франка.
В изграждането на главата и ръката участва Виоле льо Дюк, но през 1879 година той се разболява и не след дълго умира, като не оставя информация как е планирал да се осъществи връзката на медната обшивка към зидания опорен стълб. През следващата година Бартолди успява да се договори за услугите на иновативния инженер и строител Густав Айфел. Айфел и неговият конструктор Морис Кьохлин решават да се откажат от стълба и да го заменят с метална фермова кула. Айфел предпочита да не използва напълно корава конструкция, която би довела до концентрация на напреженията в обшивката и евентуално напукване. Към централния пилон е прикачена вторична конструкция, а за да има възможност за известни деформации на статуята под действието на вятъра и промените в температурата, опорната конструкция е свързана с обшивката чрез мрежа от нитовани към обшивката метални шини. Всяка от тези шини се изработва индивидуално по трудоемка технология. За да предотврати контактната корозия между медта и желязото, Айфел отделя обшивката от опорната конструкция с азбест, импрегниран с шеллак.
Проектът на Айфел превръща паметника в един от най-ранните примери за окачена фасада, при която външността на съоръжението е неносеща и се опира на скрита във вътрешността конструкция. Той предвижда и две вътрешни спирални стълбища, за да улесни достъпа на посетителите до наблюдателния пункт в короната. Осигурен е достъп и до наблюдателна платформа на факела, но малките размери на ръката дават възможност само за единично стълбище, чиято дължина е около 12 метра. При изграждането на носещата кула Айфел и Бартолди координират отблизо работата си, така че заготвените участъци от обшивката да съвпадат точно с опорната конструкция. Елементите на кулата са произведени в завода на Айфел в парижкото предградие Льовалоа-Пере.
Промяната на материала на носещата конструкция от зидария на желязо променя плановете на Бартолди за сглобяване на статуята. Първоначално той има намерение да сглоби обшивката на място, след като е опорният стълб е иззидан. Сега той решава да сглоби целия паметник във Франция, след което да го разглоби, за да бъде транспортиран до Съединените щати, и да го сглоби повторно на мястото му на остров Бедлоу.
Символично първият нит от обшивката, прикрепващ една от медните плочи към палеца на крака на статуята, е поставен от американския посланик Ливай Мортън. Обшивката не е изработена в точен ред от долу нагоре – работи се върху няколко сегмента едновременно, като редът често е объркващ за посетителите. Част от работите са възложени на подизпълнители – един от пръстите е подготвен по подробна спецификация на Бартолди от медникар в южнофренския град Монтобан. През 1882 година статуята е готова от кръста надолу и по този повод Бартолди кани журналисти на обяд на платформа във вътрешността на паметника. През 1883 година умира Лабуле и мястото му начело на Френския комитет е заето от Фердинан дьо Лесепс, строителя на Суецкия канал.
Готовата статуя е официално представена на посланик Мортън на церемония в Париж на 4 юли 1884 година, когато Дьо Лесепс обявява, че френското правителство е приело да заплати за превоза ѝ до Ню Йорк. Статуята остава за известно време в Париж, в изчакване на напредъка в изграждането на пиедестала. През януари 1885 година тя е разглобена и опакована за презокеанското си пътуване. Тя пристига на 17 юни 1885 г.

### Откриване
На 28 октомври 1886 г. президентът на САЩ Гроувър Кливланд официално открива Статуята на Свободата.

## Описание
Монументът е висок 46,5 m и е поставен върху платформа (55,5 m) на Острова на Свободата в устието на река Хъдсън.
На главата на женската фигура има 7-лъчева корона, символизираща 7-те морета и континенти. 25 прозорчета напомнят за съкровищата на света. Жената държи в дясната си ръка факла (а и американското знаме след 13 юни 1927), а в другата – Декларацията за независимостта от 4 юли 1776 г. Под краката ѝ са разкъсаните вериги на робството.

## В културата
С времето Статуята на Свободата се превръща в символ на целите САЩ, наричана Miss Liberty (Госпожа Свобода) или Lady Liberty (Лейди Свобода, Свободната дама). Статуята има стотици копия с по-малки размери, сред които: близо до Айфеловата кула на остров в Сена, в един от парковете на Париж, в района на Токийския залив, в Сиатъл.